# Supitchaya Songpan
Supitchaya Songpan (5 dicembre 2002) è una nuotatrice artistica thailandese.

## Biografia
Nel 2023 prende parte ai XIX Giochi asiatici in Cina, esordendo a livello internazionale, concludendo all'ottavo e ultimo posto la prova a squadre
Nel 2024 prende parte per la prima volta ai campionati mondiali di nuoto, gareggiando a Doha, in Qatar, sia nella prova a squadre che nel duo.

## Palmarès

### Coppa del Mondo
- 1 podio:
  - 1 secondo posto posto (1 nel duo)